# Municipio de Villa de Cos
El municipio de Villa de Cos es uno de los 58 municipios del estado mexicano de Zacatecas. Está ubicado en el centro-oriente del estado, colinda con los municipios de Mazapil, Francisco R. Murguia, Felipe Pescador, Fresnillo, Pánuco, Guadalupe y el de Santo Domingo en el Estado vecino de San Luis Potosí. Tiene una superficie de 6,405 km² ocupando el 8.53% del territorio del estado. La cabecera municipal se encuentra en la localidad de Villa de Cos. Según cifras del INEGI, en el año 2020 contaba con una población de 34,623 habitantes. su principal actividad económica es el cultivo de chile y la ganadería. En esta pequeña población se estableció la Primera iglesia Presbiteriana (evangélica) de América Latina, hace 150 años, lleva por Nombre "El Sinai", pertenece a la Iglesia Nacional Presbiteriana de México, A.R.

## Geografía

### Carreteras principales
- Carretera Federal 54

### Municipios adyacentes
- Municipio de General Francisco R. Murguía – norte
- Municipio de Mazapil – norte
- Municipio de Santo Domingo, San Luis Potosí – este
- Municipio de Villa de Ramos, San Luis Potosí – sureste
- Municipio de Guadalupe – sur
- Municipio de Pánuco – sur
- Municipio de Fresnillo – oeste
- Municipio de Cañitas de Felipe Pescador – oeste
- Municipio de Río Grande – oeste

## Demografía
De acuerdo a los resultados del Censo de Población y Vivienda de 2020 llevado a cabo por el Instituto Nacional de Estadística y Geografía, la población total de Villa de Cos asciende a 34 623 personas, de las que 17 255 son hombres y 17 368 son mujeres.

### Localidades
El municipio incluye en su territorio un total de 197 localidades. Las principales, considerando su población del censo de 2020 son:
| Localidad                               | Población |
| Total Municipio                         | 34 623    |
| Villa de Cos                            | 5 928     |
| González Ortega (Bañón)                 | 5 875     |
| Chaparrosa                              | 4 692     |
| Chupaderos                              | 3 144     |
| El Rucio                                | 1 288     |
| La Prieta                               | 753       |
| Guadalupe de las Corrientes             | 706       |
| La Colorada (estación de ferrocarril)   | 641       |
| Emiliano Zapata (San Antonio del Burro) | 600       |

## Política

### Presidentes municipales
| Presidente municipal | Presidente municipal             | Periodo     | Partido | Elección |
| -------------------- | -------------------------------- | ----------- | ------- | -------- |
|                      | Francisco Javier López García    | 2001 – 2004 |         | 2001     |
|                      | José María González Nava         | 2004 – 2007 |         | 2004     |
|                      | Juan Carlos Regis Adame          | 2007 – 2010 |         | 2007     |
|                      | J.Jesús Ruiz Cortés              | 2010 – 2013 |         | 2010     |
|                      | Francisco Antonio Sifuentes Nava | 2013 – 2016 |         | 2013     |
|                      | Ramiro Flores Morán              | 2016 – 2018 |         | 2016     |
|                      | Noé Torres Maldonado             | 2018 – 2021 |         | 2018     |
|                      | Pier Michel Ríos Ruiz            | 2021 – 2024 |         | 2021     |
|                      | Pier Michel Ríos Ruiz            | 2024 – 2027 |         | 2024     |